# Vicaire général

Ornement extérieur de l'écu d'un vicaire général.

Le vicaire général est un vicaire, un clerc qui seconde un évêque diocésain dans la direction d'un diocèse. Le vicaire général est également le second de toute autre personne qualifiée d'ordinaire ecclésiastique et collabore alors avec le supérieur d'un ordre religieux de l’Église catholique. Le vicaire général est muni du pouvoir exécutif ordinaire c'est-à-dire qu'il exerce cette collaboration de façon habituelle (ordinaire) et non pas dans une circonstance exceptionnelle.  

## Étymologie
Le vicaire général était aussi appelé autrefois grand-vicaire.

## Dans un diocèse
Dans le cas d’un diocèse le vicaire général, est un collaborateur de l'évêque. Son rôle est alors de seconder l'évêque dans les missions de gouvernement du diocèse, de maintenir un lien avec les prêtres du diocèse, de relayer les informations. Il doit être prêtre mais pas nécessairement évêque, et est nommé par celui qu’il est appelé à seconder ou remplacer dans ses fonctions. Selon le droit de l'Église, l'évêque lui donne une délégation de ses propres responsabilités. Chaque diocèse catholique doit avoir au moins un vicaire général. Mais deux vicaires généraux sont une exception autorisée [Can.475§1]. Le vicaire général ne doit pas avoir de lien de parenté avec l'évêque diocésain (jusqu'au 4e degré).
Le vicaire général doit être prêtre, avoir au moins 30 ans et posséder un doctorat ou licence en droit canon ou théologie, ou faire montre d’une compétence plus qu’ordinaire dans ces sciences ecclésiastiques [Can.478§1]. S’il est évêque il est également appelé « évêque auxiliaire ».
La fonction d'un vicaire général donné prend fin à l'expiration de la période pour laquelle il a été nommé (sauf s'il s'agit d'un évêque auxiliaire), par sa démission, par sa destitution et également par la vacance de la fonction de l'évêque diocésain concerné. 
L’évêque d’un diocèse peut nommer également un ou plusieurs vicaires épiscopaux qui ont une juridiction semblable à celle d’un vicaire général mais pour une partie territoriale du diocèse, un secteur apostolique particulier ou un groupe déterminé de fidèles.   
Les vicaires généraux ayant souvent une bonne expérience des responsabilités pastorales qu’entraine une charge épiscopale, ainsi que du fonctionnement administratif d'un diocèse, sont les premiers choix lorsqu'il est question de nommer un nouvel évêque.

## Dans les ordres religieux
Tout comme un évêque diocésain le supérieur général d’un ordre religieux peut avoir un vicaire général, qui  mutatis mutandis, a les mêmes fonctions de substitution ou suppléance. Si l’ordre religieux n’est pas clérical le vicaire général n’est pas nécessairement prêtre. Il n’est pas prélat.
Le général des Chartreux gouverne l'ordre avec des collaborateurs qu'on appelle officiers : le vicaire, le scribe, le sous-scribe, le procureur de la Grande Chartreuse, le coadjuteur. Le prieur d'une chartreuse se fait aider dans son administration, pour le spirituel par le vicaire et pour le temporel par le procureur.[réf. nécessaire]